# Ústředna veřejné mobilní sítě
Ústředna veřejné mobilní sítě (anglicky Mobile Switching Centre, MSC) je zvláštní druh digitální telefonní ústředny určené pro síť mobilních telefonů. Stejně jako u jakékoli jiné ústředny, je jejím hlavním úkolem sestavovat a udržovat spojení po dobu trvání hovoru. Navíc provádí funkce specifické pro mobilní sítě, jako je ve spolupráci s domovským registrem (HLR) a autentizačním centrem (AuC) autentizace a autorizace, a účast na některých typech předání spojení mezi buňkami (handover).

## Technické aspekty

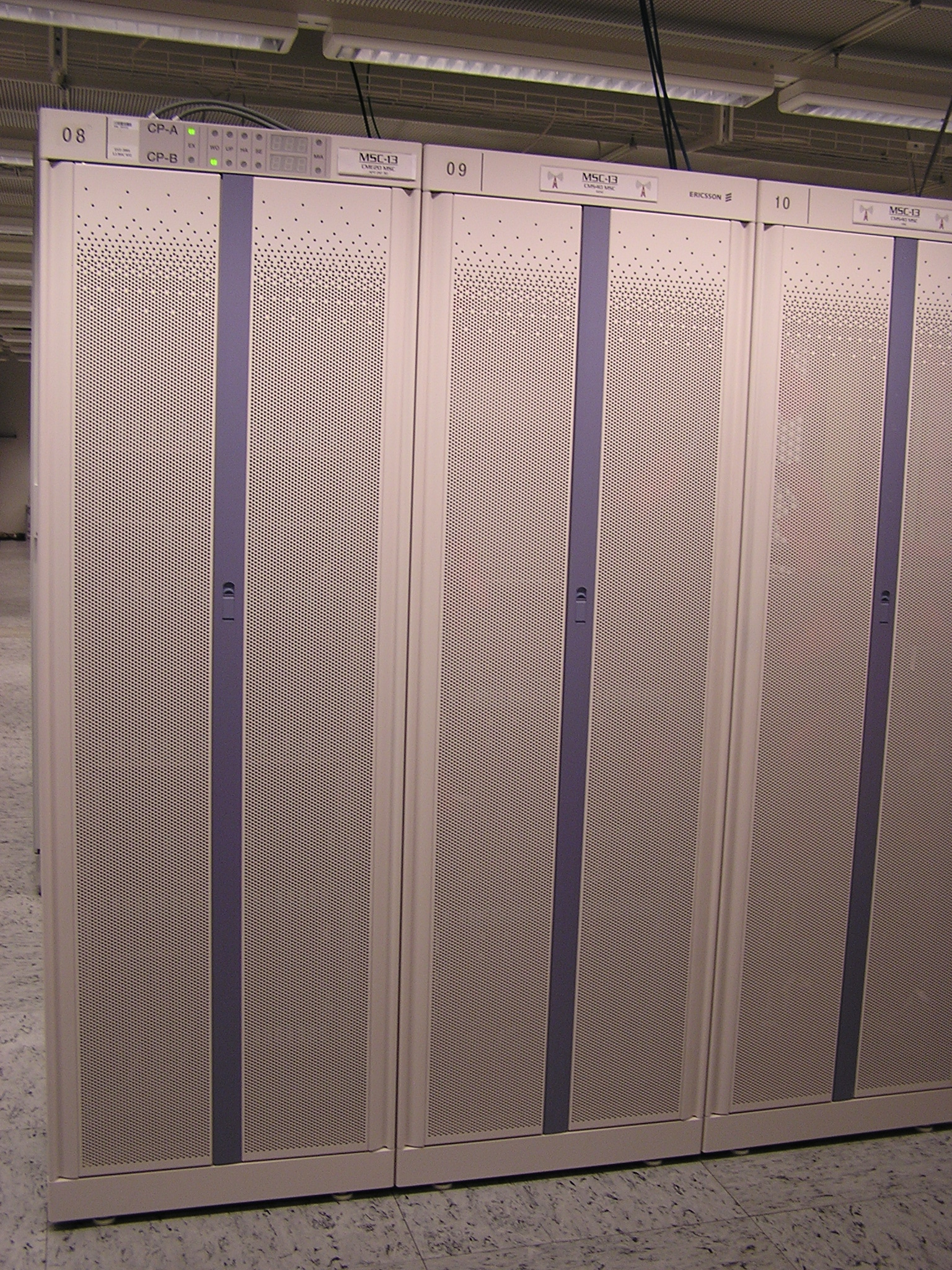
MSC (na bázi platformy AXE firmy Ericsson)

MSC v rámci hlavní sítě (tzv. Core Network) implementuje funkcionalitu spojování hovorů a správu uživatelů v dané oblasti. Funkce MSC závisí na druhu celulární sítě, ve které pracuje, a je popsána standardy (např. 3GPP standardu pro GSM a UMTS, 3GPP2 pro standard IS-95 (obvykle nazývané CDMA), nebo standardu ARIB v japonských sítích PDC). MSC obecně plní následující úkoly:
- Přepojování hlasových okruhů.
- Sestavování a monitorování hlasových a multimediálních spojení.
- Spojování faxových a datových spojení (podporované technologie jsou založeny na přepojování okruhů, postupně přecházejí na technologii přepojování paketů).
- Spojování telekonferencí.
- Účast na dopravě krátkých textových zpráv (SMS).
- Autentizace uživatelů připojujících se do mobilní sítě v oblasti pokryté příslušným MSC.
- Komunikace s návštěvnickým registrem (VLR) – databází, která ukládá informace o účastnících nacházejících se v oblasti řízené příslušným MSC (sítě obsahují dvojice MSC + VLR, které jsou často implementovány jako jeden celek).
- Účast na některých typech předání spojení (v síti GSM), když se účastník přesunuje mezi buňkami, které jsou řízeny různými BSC.
- Generování záznamů o provozu (Call detail records, CDR) s informacemi o každém hovoru, které slouží pro následné zpracování dat v Billing Center a pro vytváření statistik využívání páteřní sítě.
- Spolupráce s platformou inteligentní sítě (která mimo jiné umožňuje používání předplacených karet).

### Používané protokoly
Ústředna veřejné mobilní sítě používá celou řadu protokolů, které patří do Signalizačního systému č. 7:
- pro komunikaci s jinými ústřednami při spojování telefonních hovorů používá protokol ISUP (případně TUP nebo NUP)
- pro komunikaci se systémem základnových stanic (BSS) a jeho prostřednictvím i s mobilními zařízeními používá protokol BSSAP
- pro komunikaci s databázemi jako jsou domovský registr (HLR), návštěvnický registr VLR, Autentizační středisko (AuC), Equipment Identity Register (EIR), se Střediskem krátkých textových zpráv (SMS-SC) a pro výměnu některých zpráv týkajících se předání spojení s jinými mobilními ústřednami používá protokol MAP

Pro přenos těchto protokolů se používá MTP ve spolupráci s SCCP, případně SIGTRAN.

### MSC Server
V rámci konvergence telefonních sítí a IP sítí se v páteřních sítích systému UMTS a GSM stále více používají tzv. Mobile Softswitch řešení, kde je funkcionalita MSC rozdělena mezi dva síťové prvky: MSC Server a Media Gateway. MSC server je odpovědný za řízení spojení, vytváření Call detail records, spolupráci s VLR a s platformou inteligentní sítě (IN), atd. Media Gateway provádí přepojování spojení pomocí technologie ATM nebo IP, a nahrazuje funkčnost skupinového přepínače (Group Switch), který je součástí klasického MSC, a zajišťuje sestavování spojení pomocí technologie TDM. Tímto způsobem je v rámci TISPAN implementována migrace mobilních sítí do prostředí All IP.

## Terminologie
Při popisu různých scénářů sestavování a řízení spojení v mobilních sítích se používají následující termíny, které popisují speciální funkce MSC:
- Navštívené MSC (Visited MSC, VMSC) – MSC, přes které probíhá hovor účastníka v daném okamžiku.
- Anchor MSC – MSC, na kterém začal právě probíhající hovor účastníka (může se stát, že v průběhu hovoru bude spojení předáno jinému MSC).
- Bránové MSC (Gateway MSC, GMSC) – MSC, který má další funkce spojené s kontaktováním návštěvnického registru (HLR), který obsahuje informace o účastnících sítě.

## MSC v číslech
- Počet MSC v síti závisí na počtu účastníků, kteří se nacházejí v síti operátora a intenzitě telekomunikačního provozu (tj. počtu a trvání hovorů). Malý belgický operátor BASE má ve své síti 4 MSC, německý T-Mobile více než 200.
- Největší zátěž pro MSC je okamžik sestavení hovoru. Průměrný počet hovorů, které spojuje jedno MSC, je asi 100 až 200 hovorů za sekundu.
- K MSC jsou (v rámci hlavní sítě) připojeny řadiče základnových stanic (Base Station Controller, BSC), které řídí část rádiové sítě[2]. K jednomu MSC bývá připojena několik desítek BSC[3].